# Valdemar Tofte

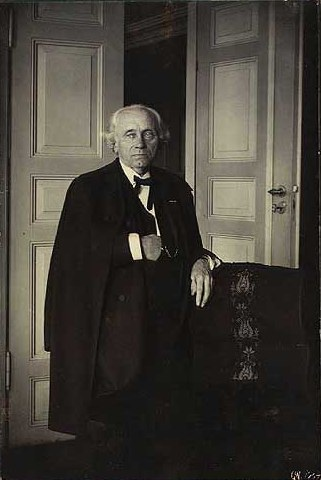
Valdemar Tofte 1904

Lars Valdemar Tofte (* 21. Oktober 1832 in Kopenhagen; † 28. Mai 1907 ebenda) war ein dänischer Geiger und Musikpädagoge.

## Leben
Tofte hörte in seiner Jugend bedeutende Geiger, die in Kopenhagen gastierten, so etwa Miska Hauser, François Prume, Carl Moeser und Hubert Léonard. Seine ersten Lehrer war Carl Petersen, der Mitglied des Orchesters von Carl Lumbye war, und Julius Semler, der in der königlichen Kapelle Kopenhagen spielte. 1850 wurde er Mitglied des unter Niels Wilhelm Gade neu organisierten Orchesters der Musikforeningen. Gade schickte ihn mit Empfehlungen ausgestattet nach Hannover. Dort wurde er Schüler des fast gleichaltrigen, aber schon berühmten Geigers Joseph Joachim. 
Nach einem Aufenthalt bei Louis Spohr in Kassel kehrte Tofte 1856 nach Dänemark zurück und debütierte als Solist bei einem Konzert der Musikforeningen. Von 1863 bis 1893 war er im Wechsel mit Christian Schiørring Soloviolinist der Königlichen Kapelle. Als Violinlehrer unterrichtete er von 1867 bis 1905 am Musikkonservatorium von Kopenhagen. Er bildete hier zwei Generationen dänischer Geiger und Bratschisten aus. Zu seinen etwa 300 Schülern zählten u. a.  Anton Svendsen, Frederik Hilmer, Frida Schytte, Fini Henriques, Frederik Rung, Victor Bendix, Carl Nielsen und Georg Høeberg.
Ab 1881 war Tofte Soloviolinist des Orchesters der Musikforeningen. Zugleich spielte er die Violine im Neruda-Quartett mit Franz Xaver Neruda,  Christian Schiørring und Vilhelm Holm. Vor allem als Interpret der Werke Ludwig van Beethovens war er hoch angesehen.